# Економске идеје и пракса
Економске идеје и пракса је научни часопис, чији је први број изашао 2011. године, а бави се темама из области економије, пословног управљања и статистике.

## О часопису
Часопис издаје Економски факултет Универзитета у Београду, Центар за издавачку делатност. Бави се проблемима из економије и научно блиских друштвено-хуманистичких наука (право, политикологија, филозофија, социологија). Посебан акценат је на темама из домена економске теорије и политике, пословне економије и квантитативне економије. Мултидисциплинарност, критичка отвореност, одбацивање ексклузивности било ког модела су основна оријентација часописа.

### Периодичност излажења
Часопис излази квартално, на српском језику, са енглеским насловом и апстрактом.

## Уредници и чланови редакције
Главни уредник часописа
- Бранислав Боричић, Универзитет у Београду

Уредници часописа 
- Саша Вељковић, Универзитет у Београду
- Радмила Драгутиновић Митровић, Универзитет у Београду
- Дејан Трифуновић, Универзитет у Београду

Редакциони одбор
- Предраг Бјелић, Универзитет у Београду
- Зоран Богетић, Универзитет у Београду
- Сњежана Бркић, Универзитет у Сарајеву
- Весна Буцевска, Универзитет Ћирило и Методије
- Борис Црнковић, Свеучилиште у Осијеку
- Веселин Драшковић, Универзитет Црне Горе
- Давор Дујак, Свеучилиште у Осијеку
- Дарио Дунковић, Свеучилиште у Загребу
- Гордана Ђуровић, Универзитет Црне Горе
- Никола Фабрис, Универзитет у Београду
- Миомир Јакшић, Универзитет у Београду
- Небојша Јанићијевић, Универзитет у Београду
- Милутин Јешић, Универзитет у Београду
- Владимир Кашћелан, Универзитет Црне Горе
- Ирена Кикеркова, Универзитет Ћирило и Методије
- Милан Костић, Универзитет у Крагујевцу
- Радован Ковачевић, Универзитет у Београду
- Перица Мацура, Универзитет у  Бања Луци
- Ђуро Медић, Свеучилиште у Загребу
- Божо Михаиловић, Универзитет Црне Горе
- Владе Милићевић, Универзитет у Београду
- Винко Муштра, Свеучилиште у Сплиту
- Јурица Павичић, Свеучилиште у Загребу
- Александра Прашчевић, Универзитет у Београду
- Мићо Радовић, Универзитет Црне Горе
- Снежана Радукић, Универзитет у Нишу
- Срђан Реџепагић, Университѕ Цôте д'Азур
- Гојко Рикаловић, Универзитет у Београду
- Љубодраг Савић, Универзитет у Београду
- Отилија Седлак, Универзитет у Новом Саду
- Јасмина Селимовић, Универзитет у Сарајеву
- Жаклина Стојановић, Универзитет у Београду
- Небојша Стојчић, Свеучилиште у Дубровнику
- Новица Супић, Универзитет у Новом Саду
- Мирослав Тодоровић, Универзитет у Београду
- Синиша Зарић, Универзитет у Београду

Секретар редакције: Љубица Пјевовић
Технички секретар: Марина Лечеи
Лектор: Марија Букумировић

## Теме
- Економија
- Пословна економија и менаџмент
- Статистика и пословна информатика

## Електронски облик часописа
Часопис, поред штампаног издања, излази и у електронском облику на сајту Економског факултета Универзитета у Београду.

## Индексирање у научним базама
- Часопис се налази на ЕconLit листи.[4]

- Часопис је индексиран у EBSCO бази у пуном тексту.[5]

- Часопис је индексиран у RePEc бази.[6]